# Hypotyphlus andorranus
Hypotyphlus andorranus is een keversoort uit de familie van de loopkevers (Carabidae). De wetenschappelijke naam van de soort is voor het eerst geldig gepubliceerd in 1984 door Espanol & Colas.